# Siegfried Sassoon
Siegfried Loraine Sassoon (Matfield, Reino Unido, 8 de septiembre de 1886 – Heytesbury, Reino Unido, 1 de septiembre de 1967) fue un escritor y poeta británico. Sus poemas antibelicistas, escritos tras su experiencia como oficial del Ejército británico en la Primera Guerra Mundial, se hicieron muy famosos, aunque el mayor reconocimiento literario lo obtuvo por su obra en prosa, especialmente por los tres volúmenes de su autobiografía novelada, conocida como la Trilogía de Sherston.
Por sus méritos militares, fue nombrado comendador de la Orden del Imperio Británico y recibió también la Cruz Militar.

## Primeros años y educación

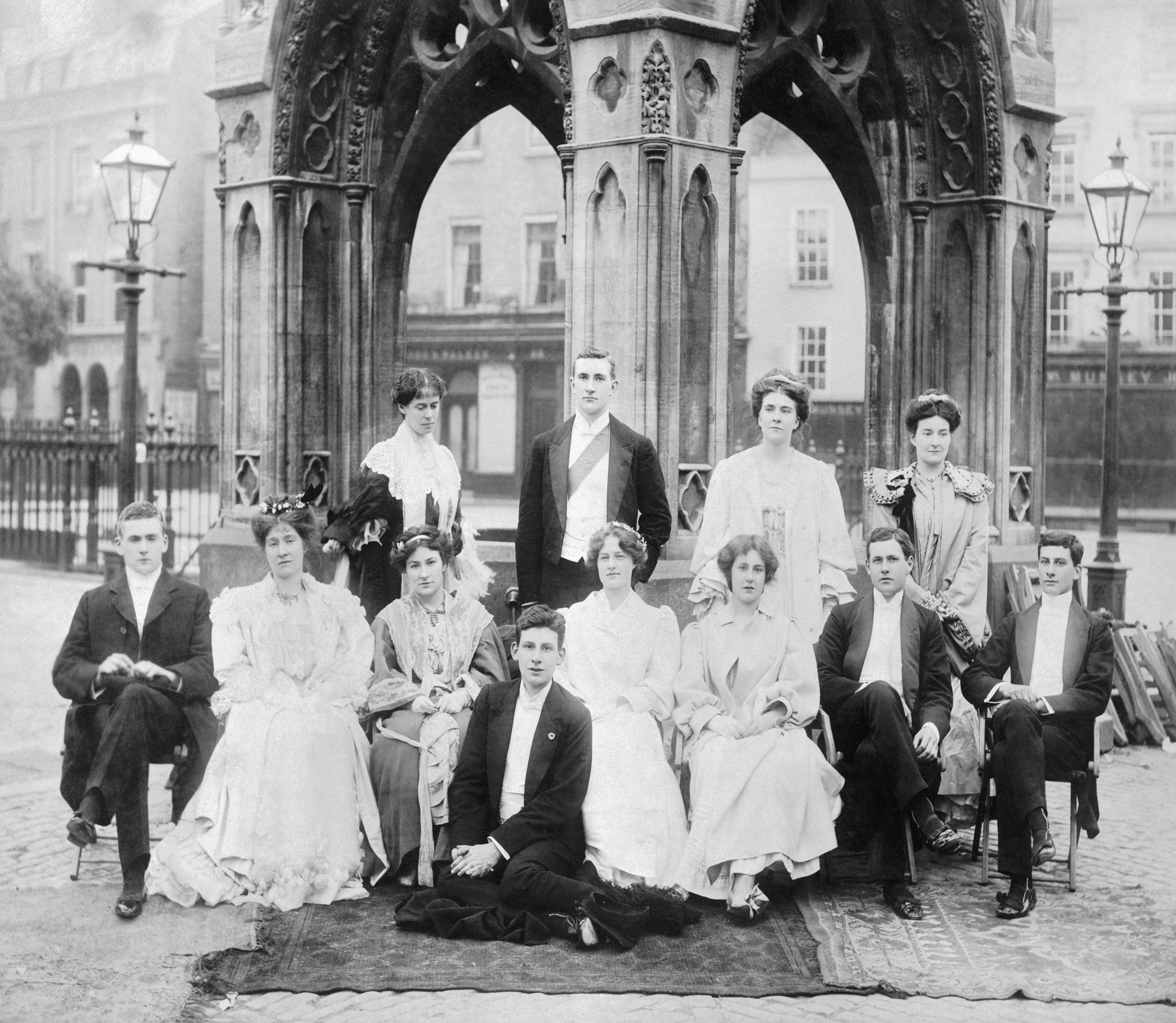
Sassoon (delante) con su hermano Hamo y otros estudiantes en la mañana posterior a una fiesta de fin de curso en la Universidad de Cambridge en 1906

Siegfried Loraine Sassoon nació en el hospital de Weirleigh  en Matfield, Kent. Su padre, Alfred Ezra Sassoon Masri (1861-1895), pertenecía a una acaudalada familia de comerciantes judíos, pero fue desheredado al casarse con una mujer católica, Teresa, hermana de Hamo Thornycroft y perteneciente a la familia de escultores Thornycroft, creadores de algunas de las estatuas más famosas de la ciudad de Londres. 
Siegfried fue el segundo de los tres hijos del matrimonio. Su nombre, Siegfried, fue elegido por su madre, Teresa, que sentía gran afición por la música de Wagner. Su segundo nombre, Loraine, fue tomado del apellido de un sacerdote amigo de la madre. 
Cuando Sassoon tenía cuatro años, sus padres se separaron. Su padre visitaba semanalmente a los hijos en la casa familiar, mientras su madre se encerraba en la sala, todavía profundamente molesta por la separación.
En 1894, Alfred Sassoon murió de tuberculosis. Esto afectó muchísimo al joven Siegfried. 
Sassoon estudió en la Escuela Preparatoria New Beacon de Kent y en el Marlborough College de Wiltshire. Comenzó estudios universitarios de Derecho y de Historia en el Clare College de Cambridge (del que fue nombrado miembro honorario en 1953), pero nunca llegó a terminarlos y abandonó la universidad sin ningún título. Los siguientes años se dedicó a la caza, a jugar al críquet y escribir poesía. Publicó algunos libros que no tuvieron gran éxito. Sus ingresos eran suficientes para vivir sin trabajar, pero sin holgura. Con el pseudónimo de Saul Kain publicó en 1913 una parodia de The Everlasting Mercy de John Masefield, que tituló El asesino de Narciso y que supuso su primer éxito literario.

## Servicio en la Guerra

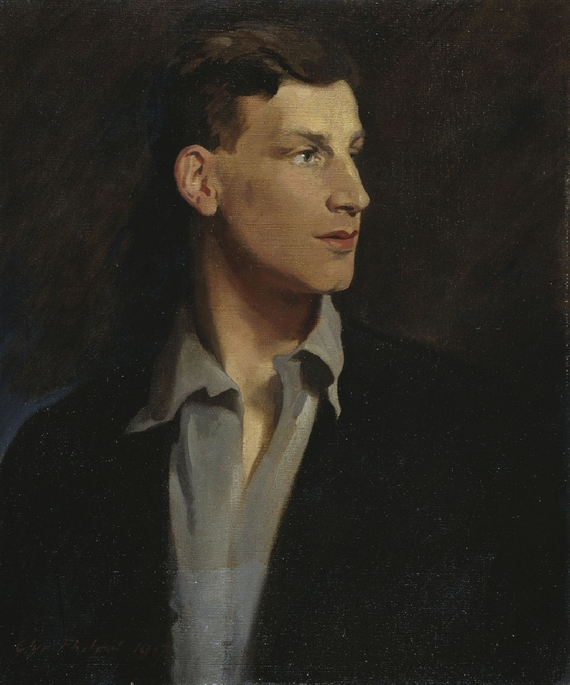
Retrato de Sassoon obra de Glyn Warren Philpot, 1917. Fitzwilliam Museum

Motivado por el patriotismo, Sassoon se alistó en el Ejército cuando vio que Europa caminaba hacia la Primera Guerra Mundial. El 4 de agosto de 1914, cuando el Reino Unido declaró la guerra a Alemania, estaba de servicio en el regimiento Yeomanry Sussex. Debido a un accidente de equitación, no pudo viajar al continente y pasó su convalecencia, durante la primavera de 1915, en Inglaterra. La muerte de su hermano menor, Hamo, en la batalla de Galípoli le afectó mucho.
El 29 de mayo de 1915, fue destinado como 2º teniente al 3.° Batallón de los Reales Fusileros Galeses, y en noviembre fue enviado al 1.° Batallón en Francia. Allí conoció a Robert Graves y se hicieron amigos. Unidos por su vocación poética, a menudo leían y discutían sus trabajos. Aunque el encuentro no tuvo influencia perceptible en la poesía de Graves, sus opiniones sobre lo que puede llamarse "realismo crudo" afectaron profundamente las concepciones de Sassoon sobre la poesía. Al ver la realidad de la guerra, Siegfried pronto se horrorizó, y el tono de su escritura cambió por completo: mientras que sus primeros poemas presentaban un Romanticismo y una dulzura diletante, en su propósito de transmitir las horribles verdades de las trincheras a una audiencia hasta entonces arrullada por la propaganda patriótica, su poesía de guerra asumió una música cada vez más discordante. Detalles tales como los cuerpos en descomposición, los miembros destrozados, la suciedad, la cobardía y el suicidio son las marcas registradas de su trabajo en este momento, y esta filosofía de "no descalifique la verdad" tuvo un efecto significativo sobre el movimiento hacia la poesía modernista.
Los períodos de servicio de Sassoon en el Frente Occidental se caracterizaron por acciones excepcionalmente valientes, incluyendo la captura de una trinchera alemana en la Línea Hindenburg. Él salía a menudo en la noche a redadas y patrullas de bombardeo y demostró una eficacia despiadada como comandante de compañía. El hundimiento en el horror y la miseria que los soldados se vieron obligados a soportar, paradójicamente le produjo a Sassoon un valor maníaco. Debido a sus hazañas casi suicidas, sus hombres le apodaron "Jack el Loco". El 27 de julio de 1916 fue condecorado con la Military Cross; la cita reza: 

2nd Lt. Siegfried Lorraine Sassoon, 3rd (attd. 1st) Bn., R. W. Fus. 
Por su destacada gallardía durante una incursión en las trincheras del enemigo. Permaneció durante 1 hora y ½ bajo el fuego de fusiles y bombas recogiendo y trayendo a nuestros heridos. Debido a su valentía y determinación, todos los muertos y heridos fueron recuperados

Fue también recomendado (infructuosamente) para la Victoria Cross por la captura de la trinchera alemana.
A pesar de su condecoración y su reputación, al final de un permiso por convalecencia, Sassoon se negó a volver al servicio. Deprimido por la muerte de su amigo, David Cuthbert Thomas (llamado "Dick Tiltwood" en la trilogía Sherston), y animado por amigos pacifistas, como Bertrand Russell y Lady Ottoline Morrell, decidió en 1917 hacer una protesta contra la prolongación de la guerra. Con este fin, envió una carta a su comandante en jefe titulada Declaración de un Soldado, que fue transmitida a la prensa y leída en el Parlamento por un diputado que simpatizaba con su causa. La declaración hablaba en contra de la futilidad de la guerra para él y sus compañeros: "Estoy haciendo esta declaración como un acto de desafío intencional a la autoridad militar", o mejor, como una condena de los motivos del gobierno para justificar la guerra ("Creo que la guerra en la que una vez entré como una guerra de defensa y de liberación, se ha convertido en una guerra de agresión y de conquista").
En lugar de enviar a Sassoon a la corte marcial, el Subsecretario de Estado para la Guerra, Ian MacPherson decidió que no era apto para el servicio y lo mandó al Hospital de guerra Craiglockhart, cerca de Edimburgo, donde fue oficialmente tratado por neurastenia. Antes de rehusar volver al servicio, había arrojado el listón de su Cruz Militar al río Mersey. 
La novela "Regeneration" de Pat Barker, es un relato de ficción de este período de la vida de Sassoon, y fue llevada al cine en la película del mismo título, "Regeneration" de (1997), protagonizada por James Wilby como Sassoon, y Jonathan Pryce como W. HR Rivers, el psiquiatra responsable del tratamiento de Sassoon, quien fue una especie de padre sustituto para el joven atormentado. Su repentina muerte en 1922 fue otro gran golpe para Sassoon. 
En el Hospital de guerra Craiglockhart, Sassoon conoció a Wilfred Owen, otro poeta quien finalmente le excedería en fama. Gracias a Sassoon, Owen perseveró en su ambición de escribir mejor poesía. Una copia manuscrita del "Himno a la juventud condenada", que contiene correcciones manuscritas de Sassoon, sobrevive como testimonio de la magnitud de su influencia y se encuentra en exhibición en el Imperial War Museum de Londres. A todos los efectos, Sassoon se convirtió en "el Keats, el Cristo y el Elías" de Owen. Los documentos que se conservan demuestran claramente la profundidad del afecto de Owen y su admiración por Sassoon. Los dos hombres regresaron al servicio activo en Francia, pero Owen fue muerto en 1918. Sassoon, a pesar de todo, fue ascendido a teniente, y tras haber pasado algún tiempo fuera de peligro en Palestina, regresó al frente y casi de inmediato fue herido de nuevo por fuego amigo, esta vez en la cabeza; pasó el resto de la guerra en Gran Bretaña. Por entonces había sido promovido al grado de capitán, y aunque renunció a su cargo por razones de salud el 12 de marzo de 1919, se le permitió mantener el rango. Después de la guerra, Sassoon desempeñó un gran papel al dar a conocer el trabajo de Owen a un público más amplio. La amistad entre los dos poetas es el tema de la obra de teatro de Stephen MacDonald, "Not About Heroes".

## Postguerra

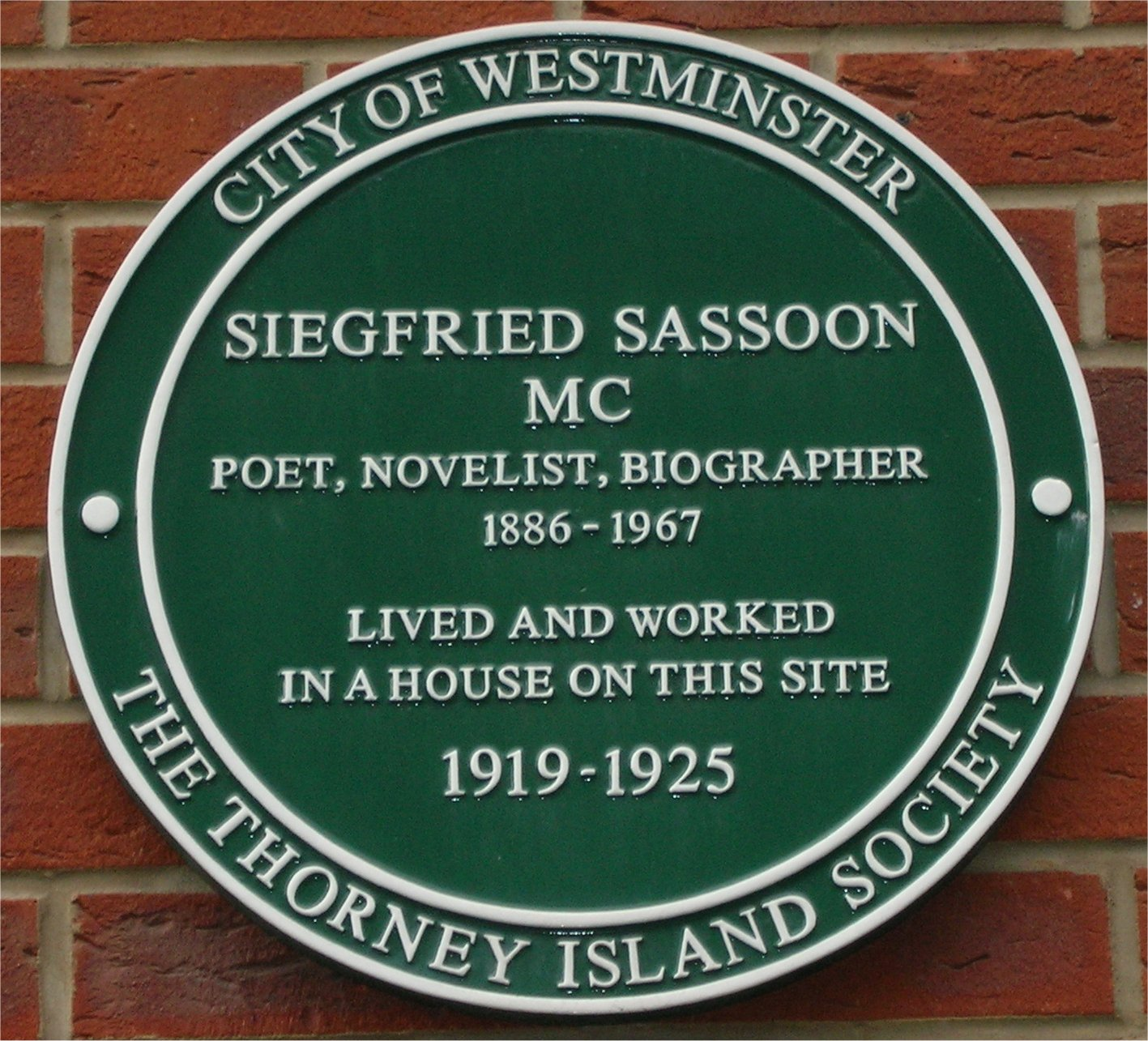
Placa conmemorativa en la casa donde vivió Sassoon en Tufton Street, Westminster, Londres.

La guerra había llevado a Sassoon a entrar en contacto con hombres provenientes de clases sociales menos favorecidas, lo que contribuyó a que simpatizara con el ideario socialista. Después de haber vivido durante un período en Oxford, donde pasó más tiempo visitando a sus amigos de los círculos literarios que estudiando, militó brevemente en política afiliándose al movimiento obrero, y en 1919 comenzó su labor como editor literario de un periódico socialista, el Daily Herald. Durante su período en el Herald, Sassoon fue el responsable de captar como críticos a varias personas destacadas, como E. M. Forster y Charlotte Mew, y de encargar material original de Arnold Bennett y Osbert Sitwell. Sus intereses artísticos también se extendieron a la música. Durante su época en Oxford le presentaron al joven músico William Walton, de quien fue amigo y mecenas. Walton más tarde dedicaría su obertura Portsmouth Point a Sassoon en reconocimiento a su apoyo moral y a su ayuda financiera.
Posteriormente, Sassoon emprendió una gira de conferencias por los EE. UU., además de viajar por Europa y Gran Bretaña. El editor Frankie Schuster le regaló un automóvil, y aunque Sassoon era conocido entre sus amigos por su falta de pericia al volante, esta circunstancia no le impidió el pleno disfrute de la movilidad que le dio el vehículo. 
Mientras tanto, había empezado a practicar su homosexualidad de manera más abierta. Se embarcó en una aventura amorosa con el artista Gabriel Atkin, a quien había sido presentado por amigos comunes. Durante su gira por EE. UU., se encontró con un joven actor que le trató cruelmente. Sin embargo, fue adorado por el público femenino, entre ellos el del Vassar College. 
Sassoon era un gran admirador del poeta galés Henry Vaughan. En una visita al País de Gales en 1923, hizo una peregrinación a la tumba de Vaughan en Llansanffraid, Powys, y allí escribió uno de sus poemas más conocidos de tiempos de paz: En la tumba de Henry Vaughan. La muerte de tres de sus más cercanos amigos en un corto espacio de tiempo (Edmund Gosse, Thomas Hardy y el editor Frankie Schuster) le llegó como otro revés grave para su felicidad personal. 
Al mismo tiempo, Sassoon se disponía a tomar una nueva dirección: durante su permanencia en los Estados Unidos había experimentado con la redacción de una novela. En 1928, se diversificó en su prosa con "Memoirs of a Fox-Hunting Man" (Memorias de un cazador de zorros), el primer volumen publicado de forma anónima de una ficticia autobiografía novelada, que fue aceptada casi de inmediato como un clásico, lo que le trajo al autor nueva fama como escritor de humor. El libro ganó el James Tait Black Award de ficción en 1928. Sassoon siguió con "Memoirs of an Infantry Officer" (Memorias de un oficial de infantería) (1930) y Sherston's Progress" (1936). En los años posteriores, revisó su niñez y juventud en tres volúmenes de su autobiografía real, que también fueron ampliamente aclamados. Estos tres relatos se titularon The Old Century, The Weald of Youth y Sigfried's Journey.

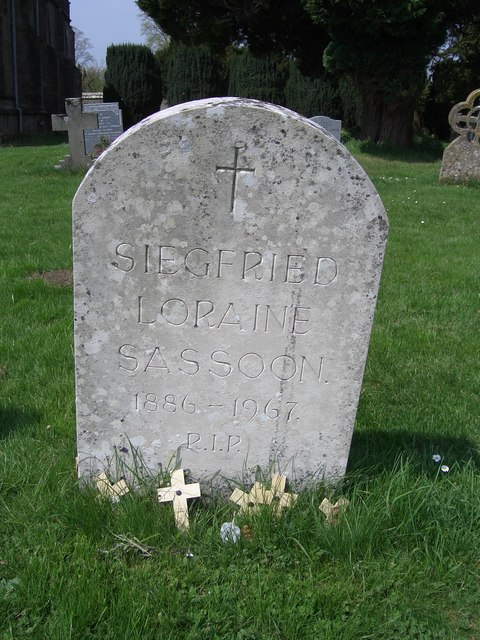
Sepultura de Siegfried Sassoon en el patio de la iglesia de Mells.

Después de haber madurado mucho como resultado de su servicio militar, Sassoon siguió buscando la satisfacción emocional, que en un principio trató de encontrar en una sucesión de aventuras amorosas con hombres, entre ellos el actor Ivor Novello; el examante de Novello, el actor Glen Byam Shaw; un aristócrata alemán, el príncipe Felipe de Hesse-Kassel; el escritor Beverley Nichols, y un aristócrata decadente, el Hon. Stephen Tennant. Solo el último de ellos le dejó una impresión permanente, aunque Shaw fue su amigo íntimo durante el resto de su vida. En diciembre de 1933, para sorpresa de muchos, Sassoon se casó con Hester Gatty, quien era muchos años más joven que él. Esto llevó al nacimiento de un hijo, algo que Sassoon anhelaba desde hacía mucho tiempo. Este niño, su único hijo, George (1936-2006) se convirtió en un notable científico, lingüista y autor, y fue la adoración de Siegfried, quien le escribió varios poemas. Sin embargo, el matrimonio se rompió después de la Segunda Guerra Mundial. Sassoon, aparentemente, era incapaz de encontrar un equilibrio entre la soledad que le gustaba y la compañía que tanto ansiaba.
Separado de su esposa en 1945, Sassoon vivió recluido en Heytesbury (Wiltshire), aunque se mantuvo en contacto con un círculo que incluía a E. M. Forster y J. R. Ackerley. Uno de sus más cercanos amigos fue el joven jugador de críquet Dennis Silk. Trabó una estrecha amistad con Vivien Hancock, directora de la Greenways School de Ashton Gifford, a la que su hijo George asistía. Esta relación provocó que su exesposa Hester hiciera algunas duras acusaciones contra Vivien Hancock, quien respondió con la amenaza de acciones legales. Sassoon fue nombrado Comendador de la Orden del Imperio Británico en 1951.
En 1957, cuando tenía 71 años, ingresó a la Iglesia católica, y fue admitido en la fe en la Abadía de Downside, próxima a su casa. También realizó visitas periódicas a las monjas de Stanbrook Abbey, y la imprenta de la abadía publicó ediciones conmemorativas de algunos de sus poemas. Durante este tiempo también se interesó en asuntos de carácter sobrenatural, y se unió al Ghost Club. 
Murió de cáncer de estómago siete días antes de su cumpleaños número 81. Está enterrado en la iglesia de St Andrew de Mells (Somerset), en una tumba próxima a la de Ronald Knox, un sacerdote católico y escritor a quien admiraba.

## Legado
El 11 de noviembre de 1985, Sassoon fue homenajeado entre dieciséis poetas de la Gran Guerra, en una placa de pizarra localizada en la Abadía de Westminster Poet's Corner. La inscripción en la piedra fue escrita por su amigo y compañero poeta de guerra Wilfred Owen. Dice así: "Mi tema es la Guerra, y la compasión de la Guerra. La poesía está en la compasión"."
El único hijo de Siegfried Sassoon, George Sassoon, murió de cáncer a los ochenta años en 2006. George tuvo tres hijos, dos de los cuales murieron en un accidente de automóvil en 1996. 
En mayo de 2007, la medalla cuyo listón Sassoon arrojó al mar, se halló en un ático en la casa de Mull, donde su hijo había vivido. La medalla fue comprada por el Royal Welch Fusiliers para la exhibición en su museo de Caernarfon.
En 2009, la Universidad de Cambridge anunció planes para adquirir un valioso archivo de documentos de Sassoon, en poder de su familia. La intención es agregarlos a la colección de Sassoon en la biblioteca de la Universidad El 4 de noviembre de 2009 se informó de que esta compra sería apoyada con 550.000 libras del National Heritage Memorial Fund, lo que significa que la Universidad todavía necesita reunir otras 110.000 libras adicionales a las sumas ya recibidas, a fin de satisfacer plenamente los 1,25 millones del precio de venta acordado.
Varios de los poemas de Sassoon han sido musicalizados, algunos durante su vida, en particular por Cyril Rootham.
En 2021 se estrenó la película Benediction, biografía de Sassoon dirigida por Terence Davies.

## Poesía
- The Daffodil Murderer (John Richmond: 1913)
- The Old Huntsman (Heinemann: 1917)
  - They
- Glory of Women (written: 1917)
- The General (Denmark Hill Hospital, April 1917)
- Does it Matter? (written: 1917)
- Counter-Attack (Heinemann: 1918)
- Dreamers (written 1918)
- Suicide in the Trenches (Heinemann: 1918)
- The Hero [Henry Holt, 1918]
- Picture-Show (Heinemann: 1919)
- War Poems (Heinemann: 1919)
- Aftermath (Heinemann: 1920)
- Recreations (privately printed: 1923)
- Lingual Exercises for Advanced Vocabularians (privately printed: 1925)
- Selected Poems (Heinemann: 1925)
- Satirical Poems (Heinemann: 1926)
- The Heart's Journey (Heinemann: 1928)
- Poems by Pinchbeck Lyre (Duckworth: 1931)
- The Road to Ruin (Faber and Faber: 1933)
- Vigils (Heinemann: 1935)
- Rhymed Ruminations (Faber and Faber: 1940)
- Poems Newly Selected (Faber and Faber: 1940)
- Collected Poems (Faber and Faber: 1947)
- Common Chords (privately printed: 1950/1951)
- Emblems of Experience (privately printed: 1951)
- The Tasking (privately printed: 1954)
- Sequences (Faber and Faber: 1956)
- Lenten Illuminations (Downside Abbey: 1959)
- The Path to Peace (Stanbrook Abbey Press: 1960)
- Collected Poems 1908-1956 (Faber and Faber: 1961)
- The War Poems ed. Rupert Hart-Davis (Faber and Faber: 1983)

## Prosa
- Memoirs of a Fox-Hunting Man (Faber & Gwyer: 1928)
- Memoirs of an Infantry Officer (Faber and Faber: 1930)
- Sherston's Progress (Faber and Faber: 1936)
- Complete Memoirs of George Sherston (Faber and Faber: 1937)
- The Old Century (Faber and Faber: 1938)
- On Poetry (University of Bristol Press: 1939)
- The Weald of Youth (Faber and Faber: 1942)
- Siegfried's Journey (Faber and Faber: 1945)
- Meredith (Constable: 1948) - Biography of George Meredith